# さよならを待ってる
「さよならを待ってる」（さよならをまってる）は、1990年9月21日にリリースされたDREAMS COME TRUEの7thシングル。

## 収録曲
1. さよならを待ってる
(作詞：吉田美和 / 作曲：吉田美和, 中村正人 / 編曲：中村正人)
2. かくされた狂気
(作詞：吉田美和 / 作曲・編曲：中村正人)

## 収録アルバム
さよならを待ってる
- WONDER 3(1990年11月1日)
- BEST OF DREAMS COME TRUE(1997年10月1日、非公式アルバム)
- DREAMS COME TRUE THE ウラBEST! 私だけのドリカム(2016年7月7日)

かくされた狂気
- WONDER 3

## カバー
さよならを待ってる
- 辛島美登里 - シングル『さよならを待ってる』（発売日：2001年1月24日）、カバーアルバム『Eternal-One』に収録（発売日：2001年2月21日[1]）。